# Don Lusk
Donald Lusk (ur. 28 października 1913, zm. 30 grudnia 2018) – amerykański animator i reżyser.

## Kariera
Karierę w przemyśle filmu animowanego rozpoczął w 1933, kiedy to został zatrudniony w The Walt Disney Company. W kolejnych latach pracował przy takich filmach wytwórni jak m.in.: Królewna Śnieżka i siedmiu krasnoludków (1937), Pinokio (1940), Fantazja (1940), Bambi (1942), Kopciuszek (1950), Alicja w Krainie Czarów (1951), Piotruś Pan (1953), Zakochany kundel (1955), Śpiąca królewna (1959). W 1960 odszedł z wytwórni Disneya, jednak dalej kontynuował pracę jako animator; m.in. przy filmach studia Hanna-Barbera (Miś Yogi: Jak się macie – Misia znacie? (1964), Człowiek zwany Flintstonem (1966), Charlie Brown i jego kompania (1969)). Wyreżyserował także wiele filmów i seriali animowanych; m.in.: Jetsonowie spotykają Flintstonów (1987), Yogi i inwazja kosmitów (1988), Yogi, łowca skarbów (1985–1988), Szczeniak zwany Scooby Doo (1988–1991), Ponadczasowe Opowieści z Hallmarku (1990-1991), Szczenięce lata Toma i Jerry’ego (1990–1993). Z zawodu wycofał się w 1993 po 60 latach kariery.
28 października 2013 obchodził 100. urodziny.